# Khim Borey
Khim Borey (Khmer ឃឹម បូរីា; * 29. September 1989 in Takeo) ist ein ehemaliger kambodschanischer Fußballspieler und heutiger -trainer.

## Karriere

### Spieler

#### Verein
Khim Borey stand 2007 bei Cambodia Army unter Vertrag. Anschließend spielte er von 2008 bis Mitte 2010 beim National Defense Ministry FC. Der Verein spielte in der ersten Liga, der Cambodian League. 2008 wurde er mit dem Verein Vizemeister und mit 18 Toren Torschützenkönig der Liga. Im Juli 2010 wechselte er zum Ligakonkurrenten Phnom Penh Crown nach Phnom Penh. 2010 feierte er mit dem Verein die kambodschanische Meisterschaft. Die Saison 2011 wurde er an den thailändischen Erstligisten Sisaket FC nach Sisaket ausgeliehen. Sisaket spielte in der ersten Liga, der Thai Premier League. 2012 kehrte er nach der Ausleihe zu Phnom Pehn Crown zurück. 2014 feierte er zum zweiten Mal mit dem Verein die Meisterschaft. Mitte 2015 unterschrieb er einen Vertrag beim Ligakonkurrenten Nagaworld FC. Mit Nagaworld wurde er 2018 zum dritten Mal kambodschanischer Meister. Bei Nagaworld stand er bis Dezember 2021 unter Vertrag. Nach 84 Ligaspielen, in denen er 15 Treffer erzielte, beendete er am 1. Januar 2022 seine Karriere als Fußballspieler.

#### Nationalmannschaft
Khim Borey spielte von 2007 bis 2015 27-mal in der kambodschanischen Nationalmannschaft. Mit der Mannschaft nahm er 2008 an der Südostasienmeisterschaft teil.

### Trainer
Einen Monat nachdem er seine Karriere als Fußballspieler beendet hatte, übernahm er den Trainerposten bei seinem letzten Verein Nagaworld FC.

## Erfolge

### Spieler
Phnom Penh Crown
- Kambodschanischer Meister: 2010, 2014

Nagaworld FC
- Kambodschanischer Meister: 2018

## Auszeichnungen
Cambodian League
- Torschützenkönig 2008 (18 Tore/National Defense Ministry FC)